# Mexcala agilis
Mexcala agilis là một loài nhện trong họ Salticidae.
Loài này thuộc chi Mexcala. Mexcala agilis được George Newbold Lawrence miêu tả năm 1928.